# 新疆生产建设兵团第八师一四七团
新疆生产建设兵团第八师一四七团是中华人民共和国新疆生产建设兵团第八师下辖的一个团。

## 行政区划
新疆生产建设兵团第八师一四七团下辖以下单位：
团部、一连、三连、四连、五连、六连、七连、八连、九连、十连、十一连、十三连、十四连、十五连、十六连、十七连、十八连、十九连和二十连。